# Malator

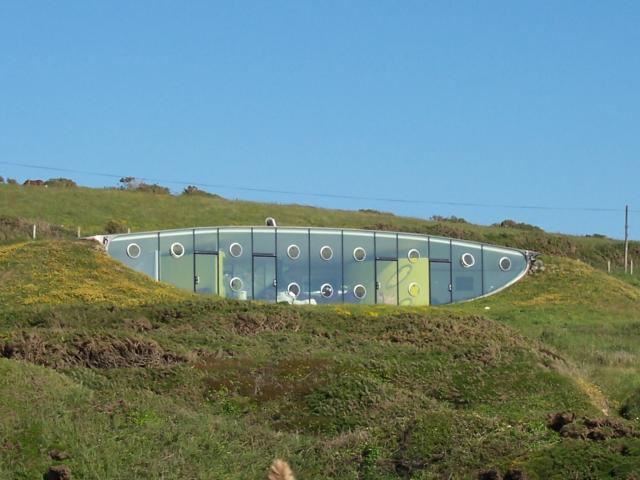
O Malator.

Malator é uma casa no estilo arquitetônico de design Future Systems em Druidston, Pembrokeshire, Gales. Foi construída no ano de 1998 e projetada pelos arquitetos Bob Marshall-Andrews,  ex-membro do parlamento, junto à sua esposa Gill Marshall-Andrews. O Malator é estrutura por baixo da terra com visão para a baía de St. Brides, sendo conhecida localmente como casa dos Teletubbies.

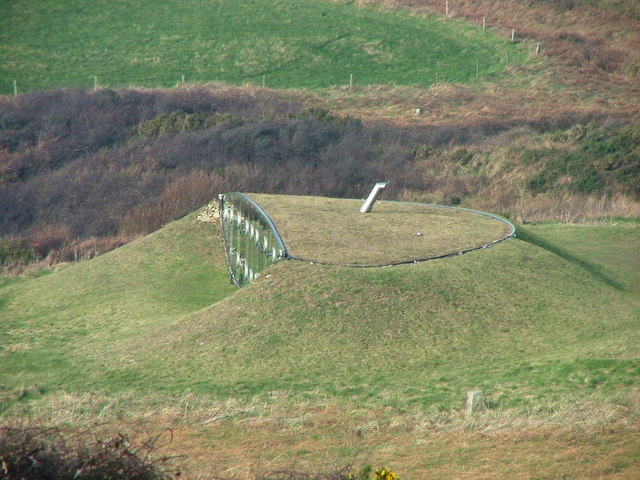
Vista do telhado da casa.